# Pamphobeteus antinous
Pamphobeteus antinous är en spindelart som beskrevs av Pocock 1903. Pamphobeteus antinous ingår i släktet Pamphobeteus och familjen fågelspindlar. Inga underarter finns listade i Catalogue of Life.